# Wii Balance Board

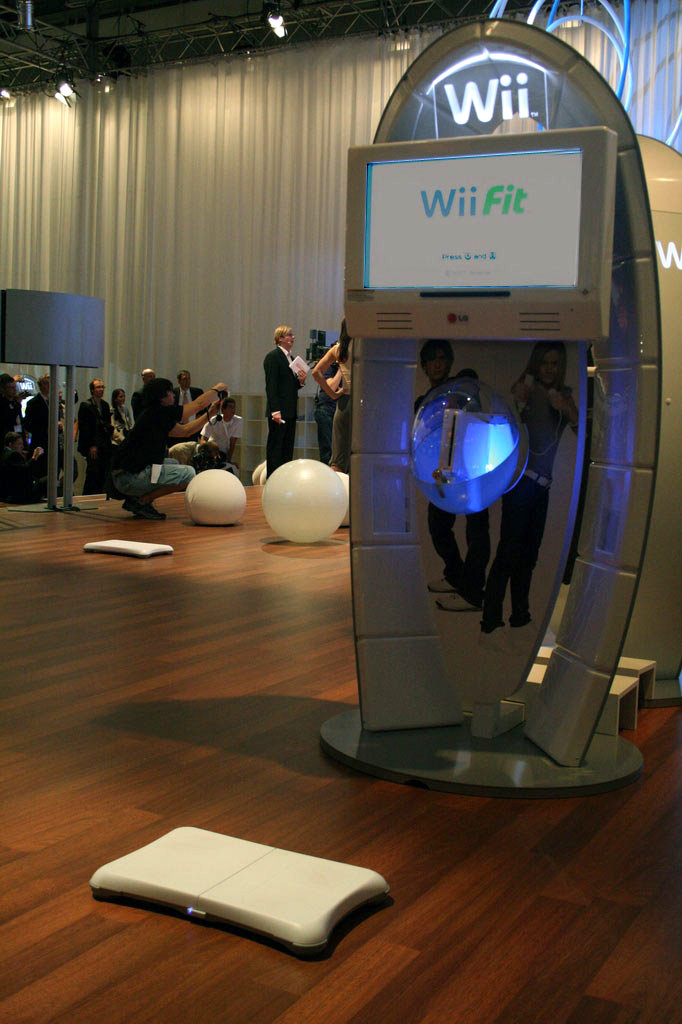
La Wii Balance Board accompagnée d'une démonstration du jeu vidéo Wii Fit à la Games Convention du 22 août 2007.

La Wii Balance Board (バランスWiiボード) est un accessoire en forme de pèse-personne électronique conçu par Nintendo pour les consoles de jeu vidéo Wii et Wii U. Elle a été dévoilée pour la première fois le 11 juillet 2007 à l'E3 en combinaison avec le logiciel Wii Fit.

## Design

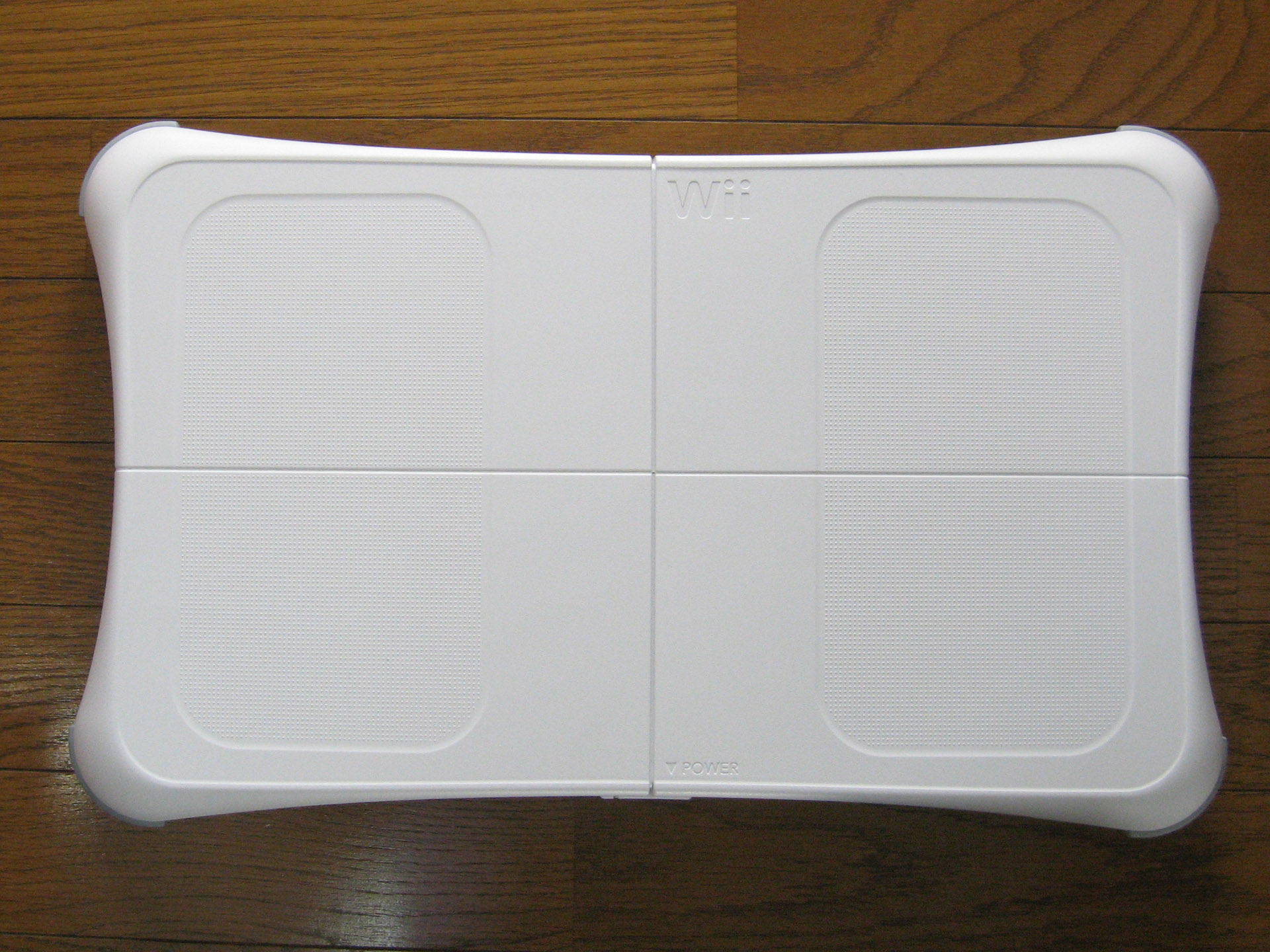
Wii Balance Board (vue de dessus, dimensions : 511 X 316 X 53.2).

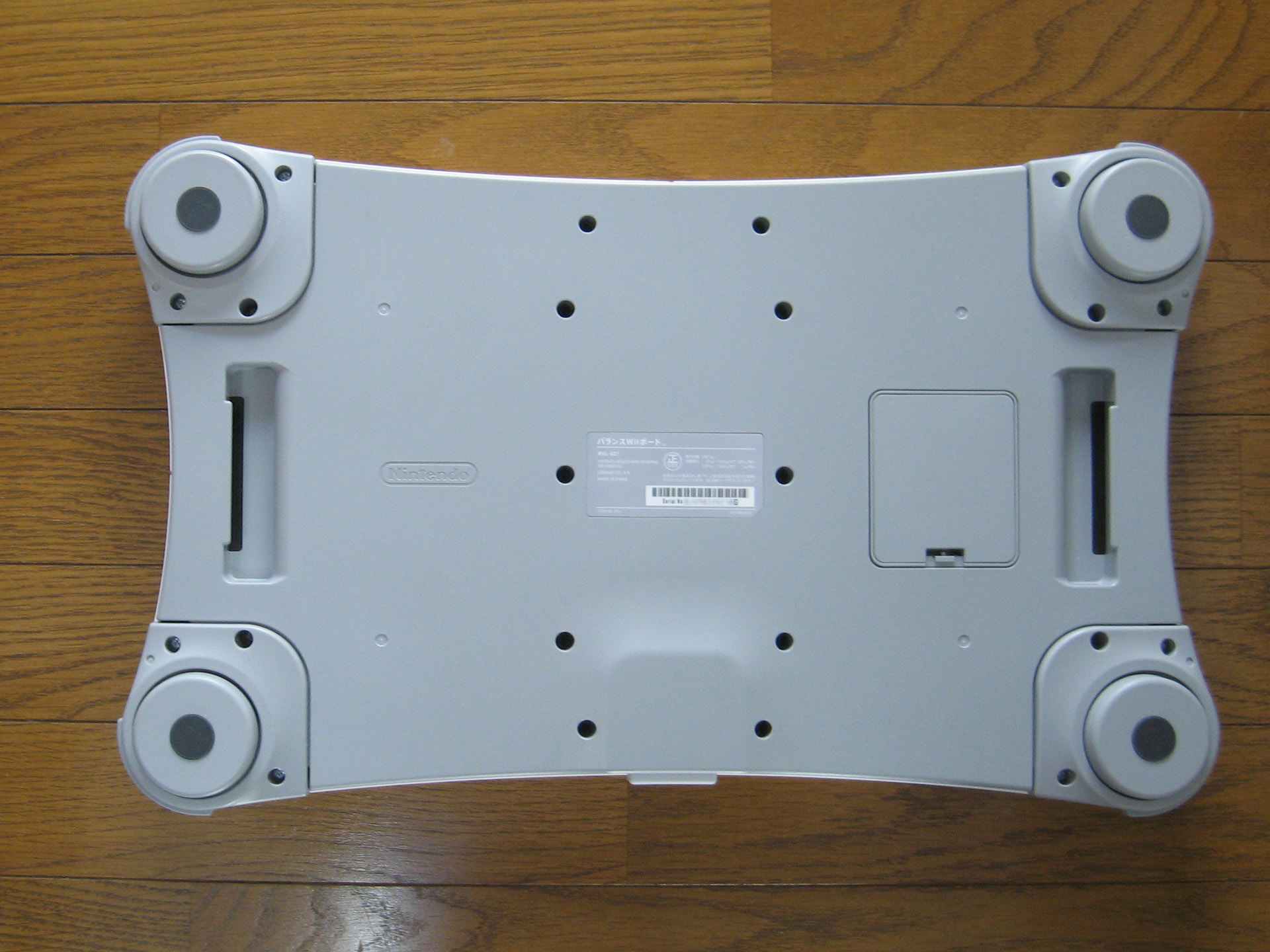
Wii Balance Board (vue de dessous).

La Wii Balance Board possède la même forme qu'un pèse-personne électronique. Elle est blanche au-dessus et gris clair au-dessous. Elle nécessite l'utilisation de 4 piles de type AA pour fonctionner, fournissant ainsi une autonomie annoncée de 60 heures. La balance n'utilise pas de fils pour se connecter à la console. Elle est constituée de plusieurs capteurs de pression utilisés pour mesurer le centre des pressions des pieds de l'utilisateur. Dans une entrevue avec le site IGN, Shigeru Miyamoto a déclaré que les capacités de mesure de la Wii Balance Board étaient probablement supérieures à celles des pèse-personne électroniques classiques.
La Wii Balance Board autorise les personnes pesant jusqu'à 150 kg, il n'existe qu'un seul et unique modèle de Wii Balance Board. Il est préférable de l'utiliser pieds-nus car la plupart des chaussettes n'adhèrent pas à la surface, ce qui peut être dangereux. La structure physique actuelle de la balance peut cependant supporter l'équivalent de 300 kg.
Du fait de similarité entre les deux produits, la Wii Balance Board a été comparée avec la Joyboard, un accessoire sorti en 1982 par Amiga pour la console Atari 2600. Toutefois, la technologie employée dans la Joyboard était beaucoup moins évoluée que celle utilisée par la Wii Balance Board : la Joyboard n'utilisait pas de capteur de pression, mais de simples boutons de manettes placées sous les pieds du joueur.
Il est noté dans le manuel d'utilisation de la Wii Balance Board que celle-ci doit être utilisée sur des surfaces stables et que son utilisation sur une moquette ou un tapis épais peut entraîner un mauvais fonctionnement. Pour utiliser la Wii Balance Board sur de telles surfaces, Nintendo préconise l'achat de rehausseurs spéciaux dédiés à la Wii Balance Board (non disponibles lors de la sortie de la Wii Balance Board). Il n'est par contre pas possible de connecter deux Wii Balance Board à la même console. Les parties multijoueurs se feront donc avec la Balance Board pour le premier joueur et à la Wiimote pour les autres[réf. nécessaire].

## Logiciels

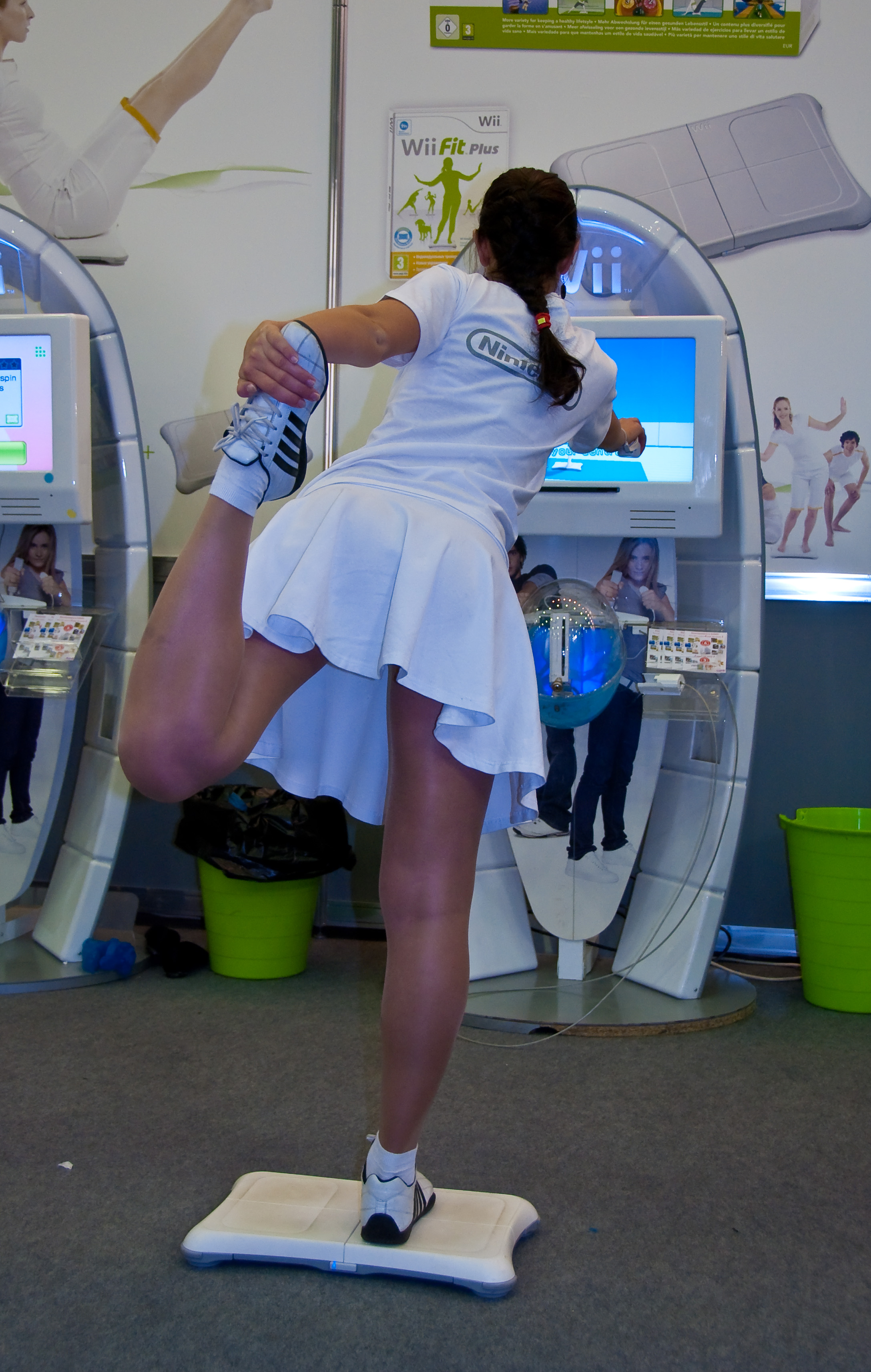
Une personne utilisant la Balance Board en jouant à Wii Fit

Wii Fit est le premier jeu qui a utilisé la Wii Balance Board. Shigeru Miyamoto a fait remarquer le potentiel pour d'autres utilisations en affirmant que « l'idée la plus simple et logique serait sûrement un jeu de snowboard ». Miyamoto a aussi précisé que plusieurs éditeurs tiers ont montré leurs intérêts à la suite de l'annonce de Wii Fit et de la Wii Balance Board et qu'il en a été de même de la part de l'industrie du fitness.
Family Ski de Namco Bandai Holdings est le premier jeu d'un développeur tiers à utiliser la Wii Balance Board, en conjonction avec la Wiimote et l'extension Nunchuk.
Peu après la sortie japonaise de la Wii Balance Board, Nintendo a annoncé qu'une dizaine de jeux utilisant la Wii Balance Board était en développement.

## Jeux compatibles
| Titre                                           | Année |
| ----------------------------------------------- | ----- |
| Wii Fit                                         | 2008  |
| Family Ski                                      | 2008  |
| Skate It                                        | 2008  |
| Rayman Prod' présente : The Lapins Cretins Show | 2008  |
| Shaun White Snowboarding                        | 2008  |
| G1 Jockey Wii 2008                              | 2008  |
| All-Star Cheer Squad                            | 2008  |
| Tetris Party (WiiWare)                          | 2008  |
| The Incredible Maze (WiiWare)                   | 2008  |
| Wii Music                                       | 2008  |
| Koh-Lanta                                       | 2008  |
| Wii Vertigo                                     | 2008  |
| Don King Presents: Prizefighter                 | 2009  |
| Winter Sports 2009                              | 2009  |
| Punch-Out                                       | 2009  |
| Wii Yoga                                        | 2009  |
| Marbles! Balance Challenge                      | 2009  |
| Jillian Michaels' Fitness Ultimatum 2009        | 2009  |
| EA Fitness                                      | 2009  |
| Wii Fit Plus                                    | 2009  |
| James Cameron's Avatar: The Game                | 2009  |
| Mario et Sonic aux Jeux olympiques d'hiver      | 2009  |
| Intervilles                                     | 2009  |
| DanceDanceRevolution Hottest Party 3            | 2010  |
| Super Monkey Ball: Step and Roll                | 2010  |
| Scrabble interactif                             | 2009  |

## Prise en charge
Outre les consoles Wii et Wii U, Linux prend en charge la Wii Balance Board (à partir de la version 3.7).